# 井叶特西乡
井叶特西乡（羅馬化：Njityiptexy Xie），是中华人民共和国四川省凉山彝族自治州美姑县下辖的一个乡镇级行政单位。

## 行政区划
井叶特西乡下辖以下地区：
特西村、峨支村、依嘎村、杜石村、采竹村、沙马乃拖村、西甘萨村、尔波曲村、阿尼村、果核村和普千村。